# Jatropha tupifolia
Jatropha tupifolia är en törelväxtart som beskrevs av August Heinrich Rudolf Grisebach. Jatropha tupifolia ingår i släktet Jatropha och familjen törelväxter. Inga underarter finns listade i Catalogue of Life.